# 瓦堂の芝居小屋

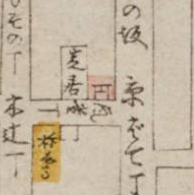
瓦堂の芝居小屋（『和州奈良之絵図』（元治元年）より）

瓦堂の芝居小屋（かわらどうのしばいごや）は、かつて奈良県奈良市瓦堂町付近にあった芝居小屋。形態や経営者を変えながら、江戸時代中期より昭和初期まで存続した。

## 所在
近世の奈良絵図では、瓦堂町の旧六坊通り東側に西面して描かれている。現在の奈良市循環道路と瓦堂町の角から東側2、3軒目にあったと伝わる。

## 歴史
当初登大路北側にあった奈良の芝居小屋は、宝永元年（1704年）4月の火事で焼けてしまったが、奈良奉行所は同じ場所での営業再開を許さなかった。その後しばらく綿町あるいは瓦堂町の空き地に仮設の芝居小屋を設置して興行された期間を経て、最終的に正徳年間以降、木辻遊郭に隣接する瓦堂町に常設の芝居小屋が作られた。『奈良製墨文化史』の奈良市瓦堂町の項には、「元禄年間前後に浄瑠璃を語った興行師の小林（俵屋）平太夫が一座を持っており、芝居小屋は東側にあった」と書かれており、また、江戸時代後期の文政6年（1823年）の評判記・『役者多見賑』の挿図『全国主要芝居略図』には、「奈良瓦堂小ばやし」の名前が見えるため、少なくとも文政期までは小林家が宰領していたようである。文政6年発行の、全国132の芝居小屋を相撲番付に見立てた表では、東の前頭八枚目（11番目）に「南都河原戸」の名が見え、全国的にも名の通った芝居小屋であった。小林家は安永8年（1779年）に奈良町・大和在中での興行権を与えられ、また天明6年（1786年）には和州在方神事開帳他の催しの際、茶屋へ男女の芸者や茶立て女などを派遣する許可を得、奈良奉行所に冥加銀を納めていた。
その後、明治になって玉井座が営業を始め、1909年（明治42年）に中井座に変わったのち、第二次世界大戦中まで存続したようである。漫才師の花菱アチャコは、大正中期中井座にいた時に徴兵検査を受けたという。大正末期にはユニバーサル物の大作映画を時折上映し、当時幸町に住んでいた志賀直哉も、時には武者小路実篤などとも連れ立って中井座を訪れており、『オペラ座の怪人』や『愚かなる妻』などを観た、と志賀日記に書き残している。大正末期〜昭和初期ごろの席料は15銭で、子供は入場できなかった。近隣の木辻遊郭から、客と娼妓が連れ立って訪れることもあったという。